# منجا (قرية)
منجا قرية في وسط الأردن و تقع قرب مدينة مأدبا و هي منطقة زراعية.
وتحتوي قرية منجا على كينغز أكاديمي ( الأكاديمية الملكية)